# Juan Pablo Lázaro Montero de Espinosa
Juan Pablo Lázaro Montero de Espinosa (Madrid, 1963) és un empresari espanyol, president de la Confederació Empresarial de Madrid-CEOE des de desembre de 2014. Ha treballat sempre en el sector de la logística i el transport, i es defensor fervent de l'associacionisme empresarial. El 1996 va rebre el Premi al Foment i Creació d'Ocupació de la Comunitat de Madrid i el 1997 el Premi Nacional Jove Empresari 1997. De 1997 a 2002 va viure cinc anys a Barcelona quan era el president executiu d'Agbar Global Market (del Grup Agbar). Ha estat conseller de Madrid Espacios y Congresos (fins 2011) i d'Avalmadrid (2012-2014).
Va ser president nacional de l'Associació de Joves Empresaris i de l'Associació d'Empresaris Iberoamericans. En 2008 unes mesos abans de la fallida de Lehman Brothers, va crear Sending, una empresa de paqueteria urgent amb seu a Madrid i que opera en tota la península Ibèrica. També és el president d'UNO Organització Empresarial de Logística i Transport, i del Club Financer Gènova. Ha estat president de la comissió de Responsabilitat Social i vicepresident de la Comissió d'Economia i Política Financera de la CEOE. A més, és vicepresident de CEPYME.
El 18 de desembre de 2014 fou nomenat president de la Confederació Empresarial de Madrid-CEOE després de la dimissió d'Arturo Fernández Álvarez arran dels seus escàndols judicials. Tot i mostrar-se totalment oposat al procés sobiranista català en 2018 ha triplicat la presència de les seves empreses a Barcelona.